# Cosmos (Minnesota)

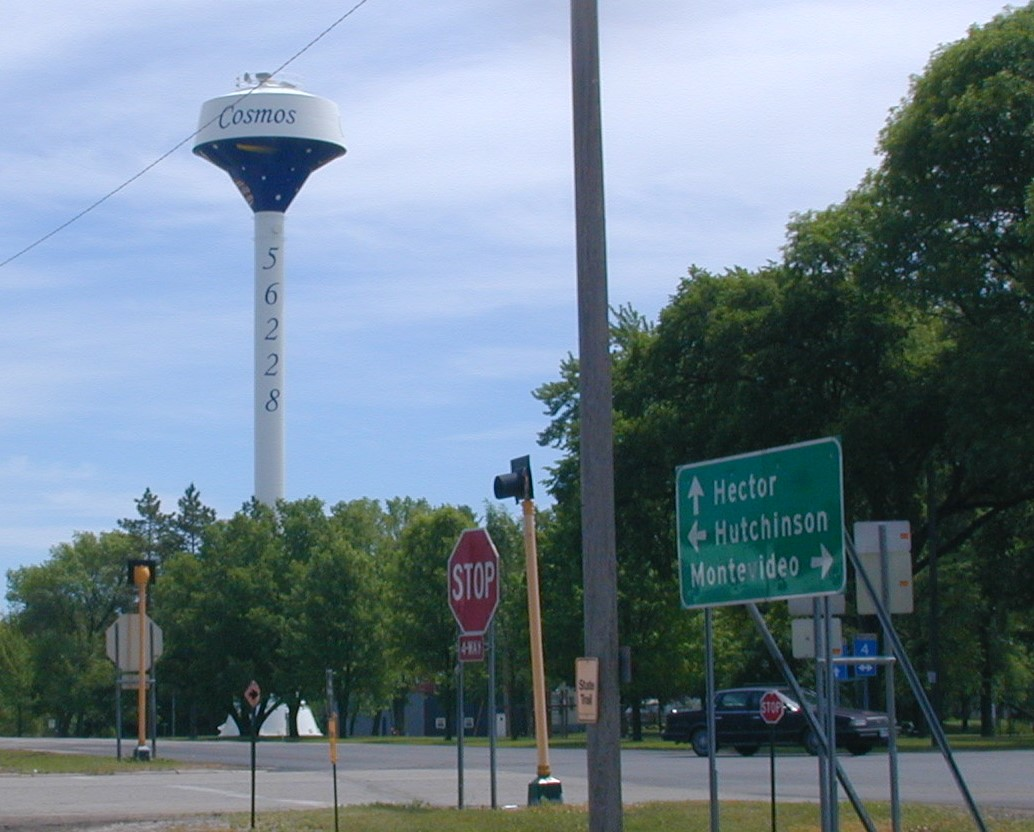
Château d'eau Cosmos vu de l'intersection des autoroutes 4 et 7 de l'État du Minnesota

Pour les articles homonymes, voir Cosmos.
La ville de Cosmos est située dans le comté de Meeker, dans l’État du Minnesota, aux États-Unis. Sa population s’élevait à 473 habitants lors du recensement de 2010, estimée à 455 habitants en 2016.

## À noter
Chaque troisième week-end de juillet, la localité organise le Cosmos Space Festival.